# Samuel Umtiti
Samuel Yves Umtiti (Yaoundé, 14 novembre 1993) è un calciatore camerunese naturalizzato francese, difensore svincolato. È diventato campione del mondo nel 2018 con la nazionale francese.

## Caratteristiche tecniche
Difensore centrale di piede mancino, forte fisicamente, è dotato di buona tecnica , oltre a essere bravo nel gioco aereo, a intercettare palloni, nei contrasti, in marcatura e in impostazione. Sa farsi valere anche nei contrasti e negli anticipi. Atleta istintivo, in certi casi pecca per via dell'irruenza degli interventi, che talvolta lo porta a commettere falli in zone pericolose del campo. All'occorrenza può giocare anche come terzino sinistro.

## Carriera

### Club

#### Olympique Lione
Nato a Yaoundé da famiglia camerunese, si trasferisce con i genitori a Villeurbanne, in Francia, all'età di due anni. Qualche mese dopo la famiglia si trasferisce nel distretto di Ménival, nel quinto arrondissement di Lione.
Inizia la carriera calcistica all'età di cinque anni nelle file del Ménival. All'età di nove anni entra nel settore giovanile dell'Olympique Lione, con la cui prima squadra viene convocato per la prima volta diciassettenne, il 16 agosto 2011, sotto la guida dell'allenatore Claude Puel. Ha esordito con l'Olympique Lione l'8 gennaio 2012, ai trentaduesimi di finale di Coppa di Francia contro il Lyon-Duchère (vittoria per 1-3). Sei giorni dopo ha giocato la sua prima partita di Ligue 1, giocando dal primo minuto nel ruolo di difensore centrale, contro il Montpellier, match perso 1-0. Per far fronte a molte assenze all'inizio del 2012 (gli infortuni di Lovren e Cris e  la convocazione dei giocatori africani Koné e Mensah per la Coppa d'Africa 2012) viene regolarmente impiegato dal tecnico del Lione Rémi Garde.
Il 30 marzo 2012 l'Olympique Lione ha annunciato la firma del primo contratto da professionista per Umtiti, un accordo valido fino al 2015.
Dopo aver saltato qualche partita all'inizio della stagione 2012-2013, trova il posto da titolare nel mese di novembre, a seguito di un nuovo infortunio di Lovren, ben figurando. Le sue prestazioni gli hanno fatto guadagnare il posto tra gli undici titolari del Lione, con Koné e Dabo relegati in panchina e Monzón, ingaggiato nell'estate del 2012, tornato in Brasile.
Ha segnato il primo gol della sua carriera nella gara vinta per 2-1 in casa del Troyes in Ligue 1. Ha segnato il suo primo gol in Europa League il 14 febbraio 2013, contro il Tottenham (match perso per 2-1).
Nella stagione 2014-2015 ottiene 35 presenze in campionato e segna un gol il 21 settembre 2014, nel pareggio per 1-1 contro il PSG. Nella stagione 2015-2016 ottiene 30 presenze e realizza un gol in campionato, il 14 febbraio 2016, nella partita vinta per 4-1 contro il Caen; nel corso dell'annata indossa alcune volte la fascia di capitano, disputando anche 4 partite di UEFA Champions League.

#### Barcellona

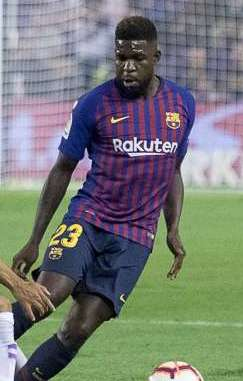
Umtiti al Barcellona nel 2018

Il 30 giugno 2016 viene acquistato dal Barcellona per 25 milioni di euro, lasciando così la squadra francese dopo 170 presenze complessive con 5 reti segnate; con i blaugrana firma un contratto quinquennale. In ciascuna delle prime due stagioni colleziona 25 presenze in campionato, dopodiché viene impiegato meno frequentemente a causa di persistenti infortuni, fino a collezionare 2 sole presenze in tutte le competizioni nella stagione 2021-2022.

#### Lecce

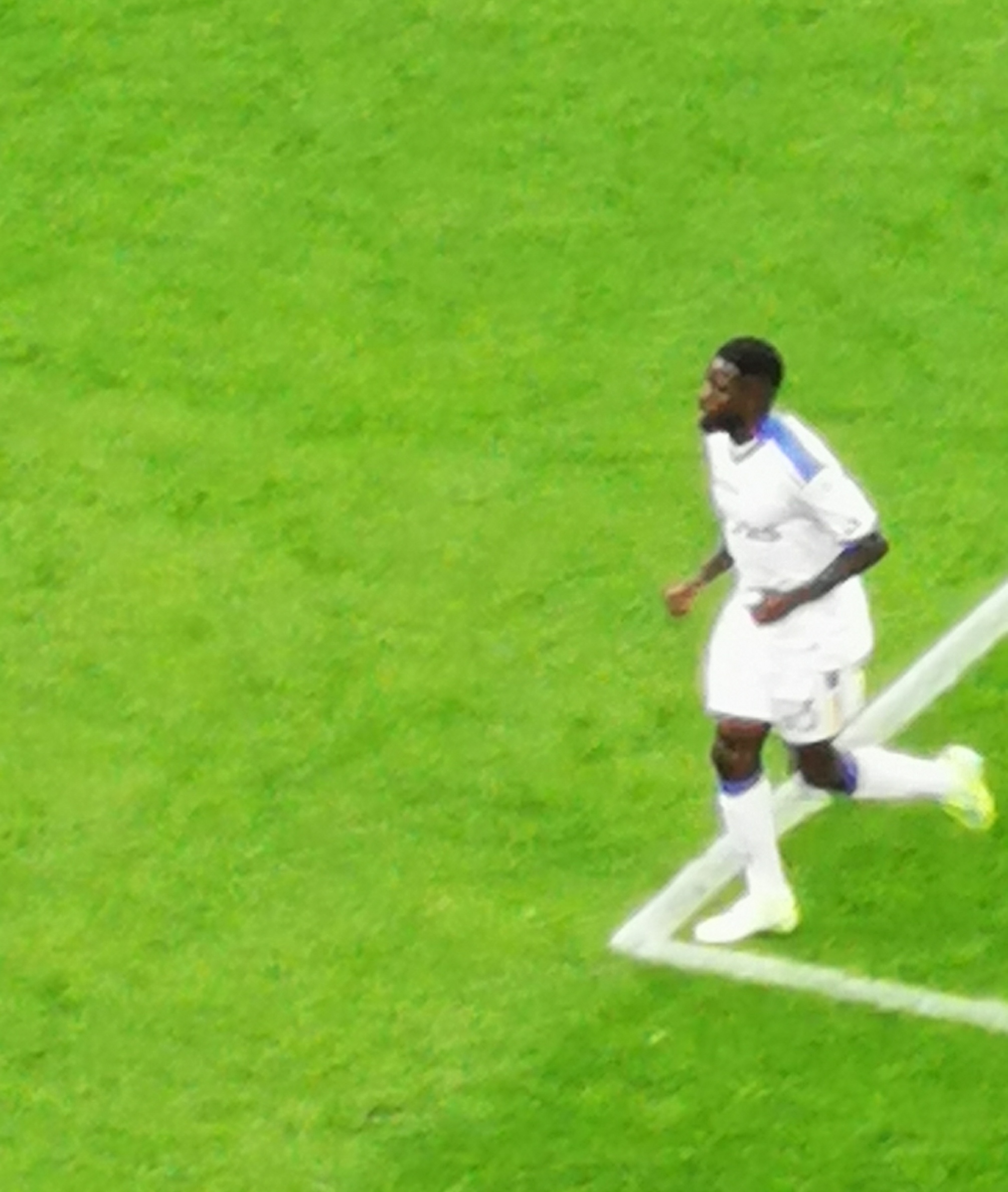
Umtiti al Lecce nel 2023

Il 25 agosto 2022 si trasferisce al Lecce, squadra neopromossa in Serie A, in prestito annuale. Esordisce in Serie A il 9 ottobre 2022, venendo schierato dal primo minuto di gioco nella partita persa per 2-1 in casa della Roma. Insieme al compagno di reparto Federico Baschirotto è tra i protagonisti della buona stagione del Lecce, chiusasi con la salvezza.
Il 4 gennaio 2023, durante la partita casalinga vinta per 2-1 contro la Lazio, è vittima, insieme al compagno di squadra Lameck Banda, di insulti razzisti da parte di diversi tifosi biancocelesti presenti nel settore ospiti dello stadio Via del mare, episodio che induce l'arbitro Livio Marinelli a sospendere la partita per alcuni minuti a metà del secondo tempo. Il calciatore viene difeso sia dal pubblico locale e dalla stessa società leccese, rappresentata dal presidente Saverio Sticchi Damiani; il club laziale condanna il gesto dei propri tifosi attraverso un comunicato diffuso sui social network. L'accaduto viene stigmatizzato anche dal presidente della FIFA, Gianni Infantino, autore di un messaggio di sostegno a entrambi i giocatori coinvolti sul proprio profilo Instagram.

#### Lilla
Svincolatosi dal Barcellona, il 22 luglio 2023 viene ingaggiato dal Lilla. Esordisce il 31 agosto seguente, nel pareggio per 1-1 sul campo del Rijeka in Conference League.

### Nazionale

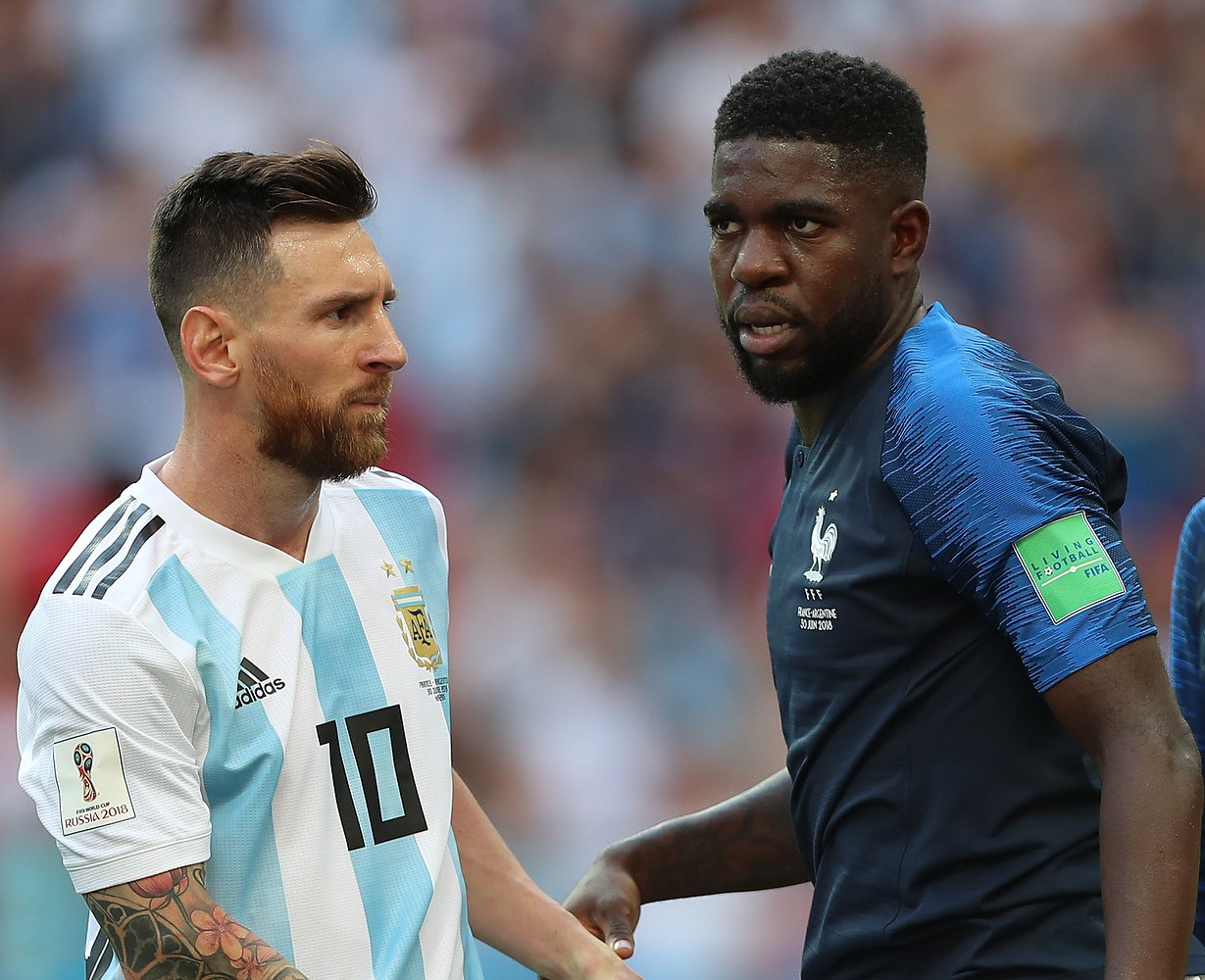
Umtiti accanto a Lionel Messi al

Prende parte al campionato mondiale Under-20 del 2013, saltando solo la finale, vinta contro l'Uruguay ai rigori. Partecipa poi al campionato d'Europa Under-19 del 2012, marcando una doppietta contro la Spagna nella semifinale, che non porta la vittoria alla sua nazionale.
Convocato per il campionato d'Europa 2016 in Francia in sostituzione dell'infortunato Jérémy Mathieu, gioca la prima partita con la maglia della nazionale maggiore francese nel quarto di finale vinto per 5-2 contro l'Islanda, scendendo in campo in sostituzione dello squalificato Rami. Successivamente viene impiegato in semifinale (dove disputa un'ottima partita nel successo per 2-0 contro la Germania) e in finale, dove i transalpini perdono per 0-1 ai tempi supplementari contro il Portogallo.
Convocato per il campionato del mondo 2018, durante la manifestazione è difensore centrale titolare della difesa dei Bleus e segna la rete decisiva nella semifinale vinta per 1-0 contro il Belgio, partita giocata nonostante un infortunio alla spalla. Il 15 luglio 2018 si laurea campione del mondo, grazie alla vittoria per 4-2 nella finale contro la Croazia.

## Statistiche

### Presenze e reti nei club
Statistiche aggiornate al 30 dicembre 2023.
| Stagione               | Squadra                | Campionato             | Campionato | Campionato | Coppe nazionali | Coppe nazionali | Coppe nazionali | Coppe continentali | Coppe continentali | Coppe continentali | Altre coppe | Altre coppe | Altre coppe | Totale | Totale |
| Stagione               | Squadra                | Comp                   | Pres       | Reti       | Comp            | Pres            | Reti            | Comp               | Pres               | Reti               | Comp        | Pres        | Reti        | Pres   | Reti   |
| ---------------------- | ---------------------- | ---------------------- | ---------- | ---------- | --------------- | --------------- | --------------- | ------------------ | ------------------ | ------------------ | ----------- | ----------- | ----------- | ------ | ------ |
| 2011-2012              | Olympique Lione        | L1                     | 12         | 0          | CF+CdL          | 3+3             | 0               | -                  | -                  | -                  | -           | -           | -           | 18     | 0      |
| 2012-2013              | Olympique Lione        | L1                     | 26         | 1          | CF+CdL          | 0               | 0               | UEL                | 6                  | 1                  | SF          | 0           | 0           | 32     | 2      |
| 2013-2014              | Olympique Lione        | L1                     | 28         | 0          | CF+CdL          | 1+3             | 0               | UCL+UEL            | 3+7                | 0                  | -           | -           | -           | 42     | 0      |
| 2014-2015              | Olympique Lione        | L1                     | 35         | 1          | CF+CdL          | 2+1             | 0               | UEL                | 2                  | 1                  | -           | -           | -           | 40     | 2      |
| 2015-2016              | Olympique Lione        | L1                     | 30         | 1          | CF+CdL          | 2+1             | 0               | UCL                | 4                  | 0                  | SF          | 1           | 0           | 38     | 1      |
| Totale Olympique Lione | Totale Olympique Lione | Totale Olympique Lione | 131        | 3          |                 | 16              | 0               |                    | 22                 | 2                  |             | 1           | 0           | 170    | 5      |
| 2016-2017              | Barcellona             | PD                     | 25         | 1          | CR              | 9               | 0               | UCL                | 8                  | 0                  | SS          | 1           | 0           | 43     | 1      |
| 2017-2018              | Barcellona             | PD                     | 25         | 1          | CR              | 4               | 0               | UCL                | 9                  | 0                  | SS          | 2           | 0           | 40     | 1      |
| 2018-2019              | Barcellona             | PD                     | 14         | 0          | CR              | 0               | 0               | UCL                | 1                  | 0                  | SS          | 0           | 0           | 15     | 0      |
| 2019-2020              | Barcellona             | PD                     | 13         | 0          | CR              | 1               | 0               | UCL                | 3                  | 0                  | SS          | 1           | 0           | 18     | 0      |
| 2020-2021              | Barcellona             | PD                     | 13         | 0          | CR              | 2               | 0               | UCL                | 1                  | 0                  | SS          | 0           | 0           | 17     | 0      |
| 2021-2022              | Barcellona             | PD                     | 1          | 0          | CR              | -               | -               | UCL                | -                  | -                  | SS          | 1           | 0           | 2      | 0      |
| Totale Barcellona      | Totale Barcellona      | Totale Barcellona      | 91         | 2          |                 | 16              | 0               |                    | 22                 | 0                  |             | 4           | 0           | 133    | 2      |
| 2022-2023              | Lecce                  | A                      | 25         | 0          | CI              | 0               | 0               | -                  | -                  | -                  | -           | -           | -           | 25     | 0      |
| 2023-2024              | Lilla                  | L1                     | 6          | 0          | CF              | 1               | 0               | UECL               | 6                  | 0                  | -           | -           | -           | 13     | 0      |
| 2024-2025              | Lilla                  | L1                     | -          | -          | CF              | -               | -               | UCL                | -                  | -                  | -           | -           | -           | -      | -      |
| Totale Lille           | Totale Lille           | Totale Lille           | 6          | 0          |                 | 1               | 0               |                    | 6                  | 0                  |             | 5           | 0           | 336    | 7      |
| Totale carriera        | Totale carriera        | Totale carriera        | 252        | 5          |                 | 33              | 0               |                    | 48                 | 2                  |             | 5           | 0           | 336    | 7      |

### Cronologia delle presenze e reti in nazionale
| Cronologia completa delle presenze e delle reti in nazionale ― Francia | Cronologia completa delle presenze e delle reti in nazionale ― Francia | Cronologia completa delle presenze e delle reti in nazionale ― Francia | Cronologia completa delle presenze e delle reti in nazionale ― Francia | Cronologia completa delle presenze e delle reti in nazionale ― Francia | Cronologia completa delle presenze e delle reti in nazionale ― Francia | Cronologia completa delle presenze e delle reti in nazionale ― Francia | Cronologia completa delle presenze e delle reti in nazionale ― Francia |
| Data                                                                   | Città                                                                  | In casa                                                                | Risultato                                                              | Ospiti                                                                 | Competizione                                                           | Reti                                                                   | Note                                                                   |
| ---------------------------------------------------------------------- | ---------------------------------------------------------------------- | ---------------------------------------------------------------------- | ---------------------------------------------------------------------- | ---------------------------------------------------------------------- | ---------------------------------------------------------------------- | ---------------------------------------------------------------------- | ---------------------------------------------------------------------- |
| 3-7-2016                                                               | Saint-Denis                                                            | Francia                                                                | 5 – 2                                                                  | Islanda                                                                | Euro 2016 - Quarti di finale                                           | -                                                                      | 75’                                                                    |
| 7-7-2016                                                               | Marsiglia                                                              | Germania                                                               | 0 – 2                                                                  | Francia                                                                | Euro 2016 - Semifinale                                                 | -                                                                      |                                                                        |
| 10-7-2016                                                              | Saint-Denis                                                            | Portogallo                                                             | 1 – 0 dts                                                              | Francia                                                                | Euro 2016 - Finale                                                     | -                                                                      | 80’                                                                    |
| 1-9-2016                                                               | Bari                                                                   | Italia                                                                 | 1 – 3                                                                  | Francia                                                                | Amichevole                                                             | -                                                                      | 83’                                                                    |
| 25-3-2017                                                              | Lussemburgo                                                            | Lussemburgo                                                            | 1 – 3                                                                  | Francia                                                                | Qual. Mondiali 2018                                                    | -                                                                      |                                                                        |
| 28-3-2017                                                              | Saint-Denis                                                            | Francia                                                                | 0 – 2                                                                  | Spagna                                                                 | Amichevole                                                             | -                                                                      |                                                                        |
| 2-6-2017                                                               | Rennes                                                                 | Francia                                                                | 5 – 0                                                                  | Paraguay                                                               | Amichevole                                                             | -                                                                      |                                                                        |
| 13-6-2017                                                              | Saint-Denis                                                            | Francia                                                                | 3 – 2                                                                  | Inghilterra                                                            | Amichevole                                                             | 1                                                                      |                                                                        |
| 31-8-2017                                                              | Saint-Denis                                                            | Francia                                                                | 4 – 0                                                                  | Paesi Bassi                                                            | Qual. Mondiali 2018                                                    | -                                                                      |                                                                        |
| 3-9-2017                                                               | Tolosa                                                                 | Francia                                                                | 0 – 0                                                                  | Lussemburgo                                                            | Qual. Mondiali 2018                                                    | -                                                                      |                                                                        |
| 7-10-2017                                                              | Sofia                                                                  | Bulgaria                                                               | 0 – 1                                                                  | Francia                                                                | Qual. Mondiali 2018                                                    | -                                                                      |                                                                        |
| 10-10-2017                                                             | Saint-Denis                                                            | Francia                                                                | 2 – 1                                                                  | Bielorussia                                                            | Qual. Mondiali 2018                                                    | -                                                                      |                                                                        |
| 10-11-2017                                                             | Saint-Denis                                                            | Francia                                                                | 2 – 0                                                                  | Galles                                                                 | Amichevole                                                             | -                                                                      |                                                                        |
| 14-11-2017                                                             | Colonia                                                                | Germania                                                               | 2 – 2                                                                  | Francia                                                                | Amichevole                                                             | -                                                                      |                                                                        |
| 23-3-2018                                                              | Saint Denis                                                            | Francia                                                                | 2 – 3                                                                  | Colombia                                                               | Amichevole                                                             | -                                                                      |                                                                        |
| 27-3-2018                                                              | San Pietroburgo                                                        | Russia                                                                 | 1 – 3                                                                  | Francia                                                                | Amichevole                                                             | -                                                                      | 81’                                                                    |
| 28-5-2018                                                              | Saint-Denis                                                            | Francia                                                                | 2 – 0                                                                  | Irlanda                                                                | Amichevole                                                             | -                                                                      | 64’                                                                    |
| 1-6-2018                                                               | Nizza                                                                  | Francia                                                                | 3 – 1                                                                  | Italia                                                                 | Amichevole                                                             | 1                                                                      |                                                                        |
| 9-6-2018                                                               | Lione                                                                  | Francia                                                                | 1 – 1                                                                  | Stati Uniti                                                            | Amichevole                                                             | -                                                                      |                                                                        |
| 16-6-2018                                                              | Kazan'                                                                 | Francia                                                                | 2 – 1                                                                  | Australia                                                              | Mondiali 2018 - 1º turno                                               | -                                                                      |                                                                        |
| 21-6-2018                                                              | Ekaterinburg                                                           | Francia                                                                | 1 – 0                                                                  | Perù                                                                   | Mondiali 2018 - 1º turno                                               | -                                                                      |                                                                        |
| 30-6-2018                                                              | Kazan'                                                                 | Francia                                                                | 4 – 3                                                                  | Argentina                                                              | Mondiali 2018 - Ottavi di finale                                       | -                                                                      |                                                                        |
| 6-7-2018                                                               | Nižnij Novgorod                                                        | Uruguay                                                                | 0 – 2                                                                  | Francia                                                                | Mondiali 2018 - Quarti di finale                                       | -                                                                      |                                                                        |
| 10-7-2018                                                              | San Pietroburgo                                                        | Francia                                                                | 1 – 0                                                                  | Belgio                                                                 | Mondiali 2018 - Semifinale                                             | 1                                                                      |                                                                        |
| 15-7-2018                                                              | Mosca                                                                  | Francia                                                                | 4 – 2                                                                  | Croazia                                                                | Mondiali 2018 - Finale                                                 | -                                                                      |                                                                        |
| 6-9-2018                                                               | Monaco di Baviera                                                      | Germania                                                               | 0 – 0                                                                  | Francia                                                                | UEFA Nations League 2018-2019 - 1º turno                               | -                                                                      |                                                                        |
| 9-9-2018                                                               | Parigi                                                                 | Francia                                                                | 2 – 1                                                                  | Paesi Bassi                                                            | UEFA Nations League 2018-2019 - 1º turno                               | -                                                                      |                                                                        |
| 22-3-2019                                                              | Chișinău                                                               | Moldavia                                                               | 1 – 4                                                                  | Francia                                                                | Qual. Euro 2020                                                        | -                                                                      |                                                                        |
| 25-3-2019                                                              | Saint-Denis                                                            | Francia                                                                | 4 – 0                                                                  | Islanda                                                                | Qual. Euro 2020                                                        | 1                                                                      |                                                                        |
| 4-6-2019                                                               | Nantes                                                                 | Francia                                                                | 2 – 0                                                                  | Bolivia                                                                | Amichevole                                                             | -                                                                      | 89’                                                                    |
| 8-6-2019                                                               | Konya                                                                  | Turchia                                                                | 2 – 0                                                                  | Francia                                                                | Qual. Euro 2020                                                        | -                                                                      | 45+2’                                                                  |
| Totale                                                                 |                                                                        | Presenze                                                               | 31                                                                     |                                                                        | Reti                                                                   | 4                                                                      |                                                                        |

| Cronologia completa delle presenze e delle reti in nazionale ― Francia under 21 | Cronologia completa delle presenze e delle reti in nazionale ― Francia under 21 | Cronologia completa delle presenze e delle reti in nazionale ― Francia under 21 | Cronologia completa delle presenze e delle reti in nazionale ― Francia under 21 | Cronologia completa delle presenze e delle reti in nazionale ― Francia under 21 | Cronologia completa delle presenze e delle reti in nazionale ― Francia under 21 | Cronologia completa delle presenze e delle reti in nazionale ― Francia under 21 | Cronologia completa delle presenze e delle reti in nazionale ― Francia under 21 |
| Data                                                                            | Città                                                                           | In casa                                                                         | Risultato                                                                       | Ospiti                                                                          | Competizione                                                                    | Reti                                                                            | Note                                                                            |
| ------------------------------------------------------------------------------- | ------------------------------------------------------------------------------- | ------------------------------------------------------------------------------- | ------------------------------------------------------------------------------- | ------------------------------------------------------------------------------- | ------------------------------------------------------------------------------- | ------------------------------------------------------------------------------- | ------------------------------------------------------------------------------- |
| 13-8-2013                                                                       | Friburgo in Brisgovia                                                           | Germania under 21                                                               | 0 – 0                                                                           | Francia under 21                                                                | Amichevole                                                                      | -                                                                               |                                                                                 |
| 5-9-2013                                                                        | Caen                                                                            | Francia under 21                                                                | 5 – 0                                                                           | Kazakistan under 21                                                             | Qual. Europeo Under-21 2015                                                     | -                                                                               |                                                                                 |
| 9-9-2013                                                                        | Barysaŭ                                                                         | Bielorussia under 21                                                            | 1 – 2                                                                           | Francia under 21                                                                | Qual. Europeo Under-21 2015                                                     | -                                                                               |                                                                                 |
| 14-11-2013                                                                      | Tolosa                                                                          | Francia under 21                                                                | 6 – 0                                                                           | Armenia under 21                                                                | Qual. Europeo Under-21 2015                                                     | -                                                                               | 35’                                                                             |
| 18-11-2013                                                                      | Parigi                                                                          | Francia under 21                                                                | 1 – 1                                                                           | Paesi Bassi under 21                                                            | Amichevole                                                                      | -                                                                               |                                                                                 |
| 10-10-2014                                                                      | Le Mans                                                                         | Francia under 21                                                                | 2 – 0                                                                           | Svezia under 21                                                                 | Qual. Europeo Under-21 2015                                                     | 1                                                                               | 55’                                                                             |
| 14-10-2014                                                                      | Halmstad                                                                        | Svezia under 21                                                                 | 4 – 1                                                                           | Francia under 21                                                                | Qual. Europeo Under-21 2015                                                     | -                                                                               |                                                                                 |
| Totale                                                                          |                                                                                 | Presenze                                                                        | 7                                                                               |                                                                                 | Reti                                                                            | 1                                                                               |                                                                                 |

| Cronologia completa delle presenze e delle reti in nazionale ― Francia under 20 | Cronologia completa delle presenze e delle reti in nazionale ― Francia under 20 | Cronologia completa delle presenze e delle reti in nazionale ― Francia under 20 | Cronologia completa delle presenze e delle reti in nazionale ― Francia under 20 | Cronologia completa delle presenze e delle reti in nazionale ― Francia under 20 | Cronologia completa delle presenze e delle reti in nazionale ― Francia under 20 | Cronologia completa delle presenze e delle reti in nazionale ― Francia under 20 | Cronologia completa delle presenze e delle reti in nazionale ― Francia under 20 |
| Data                                                                            | Città                                                                           | In casa                                                                         | Risultato                                                                       | Ospiti                                                                          | Competizione                                                                    | Reti                                                                            | Note                                                                            |
| ------------------------------------------------------------------------------- | ------------------------------------------------------------------------------- | ------------------------------------------------------------------------------- | ------------------------------------------------------------------------------- | ------------------------------------------------------------------------------- | ------------------------------------------------------------------------------- | ------------------------------------------------------------------------------- | ------------------------------------------------------------------------------- |
| 9-9-2012                                                                        | Qinhuangdao                                                                     | Francia under 20                                                                | 3 – 1                                                                           | Corea del Nord under 20                                                         | Amichevole                                                                      | -                                                                               |                                                                                 |
| 11-9-2012                                                                       | Qinhuangdao                                                                     | Messico under 20                                                                | 1 – 3                                                                           | Francia under 20                                                                | Amichevole                                                                      | -                                                                               |                                                                                 |
| 13-11-2012                                                                      | Parigi                                                                          | Francia under 20                                                                | 2 – 1                                                                           | Ucraina under 20                                                                | Amichevole                                                                      | -                                                                               | 40’                                                                             |
| 5-2-2013                                                                        | Créteil                                                                         | Francia under 20                                                                | 2 – 0                                                                           | Portogallo under 20                                                             | Amichevole                                                                      | -                                                                               |                                                                                 |
| 21-3-2013                                                                       | Tours                                                                           | Francia under 20                                                                | 3 – 1                                                                           | Danimarca under 20                                                              | Amichevole                                                                      | -                                                                               |                                                                                 |
| 25-3-2013                                                                       | Saint-Denis                                                                     | Francia under 20                                                                | 3 – 0                                                                           | Romania under 20                                                                | Amichevole                                                                      | -                                                                               |                                                                                 |
| 11-6-2013                                                                       | Romorantin-Lanthenay                                                            | Francia under 20                                                                | 3 – 1                                                                           | Grecia under 20                                                                 | Amichevole                                                                      | -                                                                               | 45’                                                                             |
| 21-6-2013                                                                       | Istanbul                                                                        | Francia under 20                                                                | 3 – 1                                                                           | Ghana under 20                                                                  | Mondiali Under-20 2013 - Fase a gironi                                          | -                                                                               |                                                                                 |
| 24-6-2013                                                                       | Istanbul                                                                        | Francia under 20                                                                | 1 – 1                                                                           | Stati Uniti under 20                                                            | Mondiali Under-20 2013 - Fase a gironi                                          | -                                                                               | 79’                                                                             |
| 27-6-2013                                                                       | Istanbul                                                                        | Spagna under 20                                                                 | 2 – 1                                                                           | Francia under 20                                                                | Mondiali Under-20 2013 - Fase a gironi                                          | -                                                                               | 81’                                                                             |
| 2-7-2013                                                                        | Gaziantep                                                                       | Francia under 20                                                                | 4 – 1                                                                           | Turchia under 20                                                                | Mondiali Under-20 2013 - Ottavi di finale                                       | -                                                                               |                                                                                 |
| 6-7-2013                                                                        | Rize                                                                            | Francia under 20                                                                | 4 – 0                                                                           | Uzbekistan under 20                                                             | Mondiali Under-20 2013 - Quarti di finale                                       | -                                                                               |                                                                                 |
| 10-7-2013                                                                       | Bursa                                                                           | Francia under 20                                                                | 2 – 1                                                                           | Ghana under 20                                                                  | Mondiali Under-20 2013 - Semifinale                                             | -                                                                               |                                                                                 |
| Totale                                                                          |                                                                                 | Presenze                                                                        | 13                                                                              |                                                                                 | Reti                                                                            | 0                                                                               |                                                                                 |

| Cronologia completa delle presenze e delle reti in nazionale ― Francia under 19 | Cronologia completa delle presenze e delle reti in nazionale ― Francia under 19 | Cronologia completa delle presenze e delle reti in nazionale ― Francia under 19 | Cronologia completa delle presenze e delle reti in nazionale ― Francia under 19 | Cronologia completa delle presenze e delle reti in nazionale ― Francia under 19 | Cronologia completa delle presenze e delle reti in nazionale ― Francia under 19 | Cronologia completa delle presenze e delle reti in nazionale ― Francia under 19 | Cronologia completa delle presenze e delle reti in nazionale ― Francia under 19 |
| Data                                                                            | Città                                                                           | In casa                                                                         | Risultato                                                                       | Ospiti                                                                          | Competizione                                                                    | Reti                                                                            | Note                                                                            |
| ------------------------------------------------------------------------------- | ------------------------------------------------------------------------------- | ------------------------------------------------------------------------------- | ------------------------------------------------------------------------------- | ------------------------------------------------------------------------------- | ------------------------------------------------------------------------------- | ------------------------------------------------------------------------------- | ------------------------------------------------------------------------------- |
| 6-9-2011                                                                        | Roma                                                                            | Italia under 19                                                                 | 1 – 3                                                                           | Francia under 19                                                                | Amichevole                                                                      | -                                                                               |                                                                                 |
| 8-9-2011                                                                        | Roma                                                                            | Italia under 19                                                                 | 0 – 1                                                                           | Francia under 19                                                                | Amichevole                                                                      | -                                                                               |                                                                                 |
| 5-10-2011                                                                       | Saint-Denis                                                                     | Francia under 19                                                                | 2 – 2                                                                           | Inghilterra under 19                                                            | Amichevole                                                                      | -                                                                               |                                                                                 |
| 7-10-2011                                                                       | Saint-Denis                                                                     | Francia under 19                                                                | 2 – 1                                                                           | Ucraina under 19                                                                | Amichevole                                                                      | -                                                                               | 87’                                                                             |
| 9-10-2011                                                                       | Saint-Denise                                                                    | Francia under 19                                                                | 1 – 2                                                                           | Portogallo under 19                                                             | Amichevole                                                                      | -                                                                               | 46’                                                                             |
| 29-2-2012                                                                       | Meaux                                                                           | Francia under 19                                                                | 1 – 2                                                                           | Spagna under 19                                                                 | Amichevole                                                                      | -                                                                               |                                                                                 |
| 25-5-2012                                                                       | Saint-Denise                                                                    | Francia under 19                                                                | 2 – 1                                                                           | Rep. Ceca under 19                                                              | Amichevole                                                                      | -                                                                               |                                                                                 |
| 27-5-2012                                                                       | Saint-Denis                                                                     | Francia under 19                                                                | 3 – 1                                                                           | Norvegia under 19                                                               | Amichevole                                                                      | -                                                                               |                                                                                 |
| 30-5-2012                                                                       | Praga                                                                           | Paesi Bassi under 19                                                            | 0 – 6                                                                           | Francia under 19                                                                | Amichevole                                                                      | -                                                                               |                                                                                 |
| 3-7-2012                                                                        | Rakvere                                                                         | Serbia under 19                                                                 | 0 – 3                                                                           | Francia under 19                                                                | Europeo Under-19 2012 - Fase a gironi                                           | -                                                                               | 75’                                                                             |
| 6-7-2012                                                                        | Haapsalu                                                                        | Francia under 19                                                                | 1 – 0                                                                           | Croazia under 19                                                                | Europeo Under-19 2012 - Fase a gironi                                           | -                                                                               |                                                                                 |
| 9-7-2012                                                                        | Tallinn                                                                         | Francia under 19                                                                | 1 – 2                                                                           | Inghilterra under 19                                                            | Europeo Under-19 2012 - Fase a gironi                                           | -                                                                               |                                                                                 |
| 12-7-2012                                                                       | Tallinn                                                                         | Spagna under 19                                                                 | 3 – 3 dts (4 – 2 dtr)                                                           | Francia under 19                                                                | Europeo Under-19 2012 - Semifinale                                              | 2                                                                               |                                                                                 |
| Totale                                                                          |                                                                                 | Presenze                                                                        | 13                                                                              |                                                                                 | Reti                                                                            | 2                                                                               |                                                                                 |

## Palmarès

### Club
- Coppa di Francia: 1

O. Lione: 2011-2012
- Supercoppa francese: 1

O. Lione: 2012
- Supercoppa di Spagna: 2

Barcellona: 2016, 2018
- Coppa di Spagna: 3

Barcellona: 2016-2017, 2017-2018, 2020-2021
- Campionato spagnolo: 2

Barcellona: 2017-2018, 2018-2019

### Nazionale
- Campionato mondiale Under-20: 1

Turchia 2013
- Campionato mondiale: 1

Russia 2018